# 30. ročník udílení Gotham Awards
Vyhlášení amerických cen Gotham Independent Film Awards 2020 se konalo 11. ledna 2021. Nominace byly vyhlášeny dne 12. listopadu 2020. Původně se ceny měly předávat 20. listopadu 2020, ale kvůli pandemii covidu-19 se ceremoniál o dva měsíce posunul.

## Vítězové a nominovaní
Tučně jsou označeni vítězové.
| Nejlepší film | Nejlepší dokument |
| --- | --- |
| Země nomádů - Asistentka - První kráva - Never Rarely Sometimes Always - Relic | A Thousand Cuts (remíza) Time (remíza) - 76 Days - City Hall - Our Time Machine |
| Nejlepší mužský herecký výkon | Nejlepší ženský herecký výkon |
| Riz Ahmed jako Ruben Stone – Zvuk metalu - Chadwick Boseman jako Levee – Ma Rainey – matka blues - Jude Law jako Rory O'Hara – Klícka - John Magaro jako Otis "Cookie" Figowitz – První kráva - Jesse Plemons jako Jake – Asi to ukončím | Nicole Beharie jako Turquoise Jones – Miss Juneteenth - Jessie Buckley jako mladá žena – Asi to ukončím - Carrie Coon jako Allison O'Hara – Klícka - Frances McDormandová jako Fern – Země nomádů - Jun Jo-čong jako Soon-ja – Minari                                   |
| Nejlepší scénář | Objev roku |
| Radha Blank – Čtyřicetiletá verze (remíza) Dan Sallitt – Fourteen (remíza) - Mike Makowsky – Špatné vychování - Jon Raymond a Kelly Reichardt – První kráva - James Montague a Craig W. Sander – The Vast of Night                       | Kingsley Ben-Adir jako Malcolm X – Noc v Miami. . . - Jasmine Batchelor jako Jess Harris – Náhradní matka - Sidney Flanigan jako Autumn Callahan – Never Rarely Sometimes Always - Orion Lee jako King-Lu – První kráva - Kelly O'Sullivan jako Bridget – Svatá Frances |
| Ocenění Binghama Ray pro objev roku v oblasti režisérství | Objev roku - seriál (dlouhá forma) |
| Andrew Patterson – The Vast of Night - Radha Blank – Čtyřicetiletá verze - Channing Godfrey Peoples – Miss Juneteenth - Carlo Mirabella-Davis – Swallow - Alex Thompson – Svatá Frances                                                  | Watchmen - Veliká - Země imigrantů - P-Valley - Neortodoxní |
| Objev roku - seriál (krátká forma) | |
| Můžu tě zničit - Betty - Dave - Taste the Nation with Padma Lakshmi - Work in Progress | |